# Miran Pavlin
Miran Pavlin (født 8. oktober 1971 i Kranj, Jugoslavien) er en slovensk tidligere fodboldspiller (midtbane).
Pavlin spillede 63 kampe og scorede fem mål for Sloveniens landshold i perioden 1994-2004. Han var med i den slovenske trup til EM 2000 i Belgien/Holland, slovenernes første slutrundedeltagelse nogensinde, og spillede alle landets tre kampe i turneringen. Han scorede det ene mål i åbningskampen mod Jugoslavien, som endte 3-3. Han deltog også ved VM 2002 i Sydkorea/Japan, hvor han også spillede samtlige slovenernes tre kampe.
På klubplan repræsenterede Pavlin blandt andet Olimpija Ljubljana i hjemlandet, tyske Dynamo Dresden og Freiburg samt portugisiske FC Porto.